# Diabolo (Projektil)

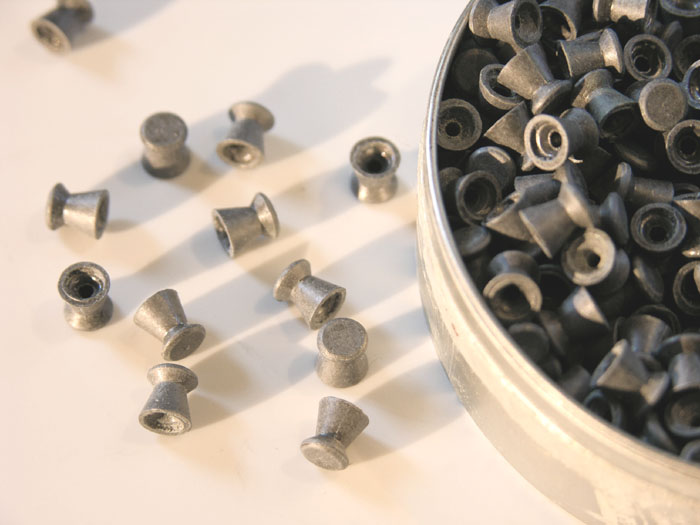
4,5-mm-Flachkopf-Diabolos

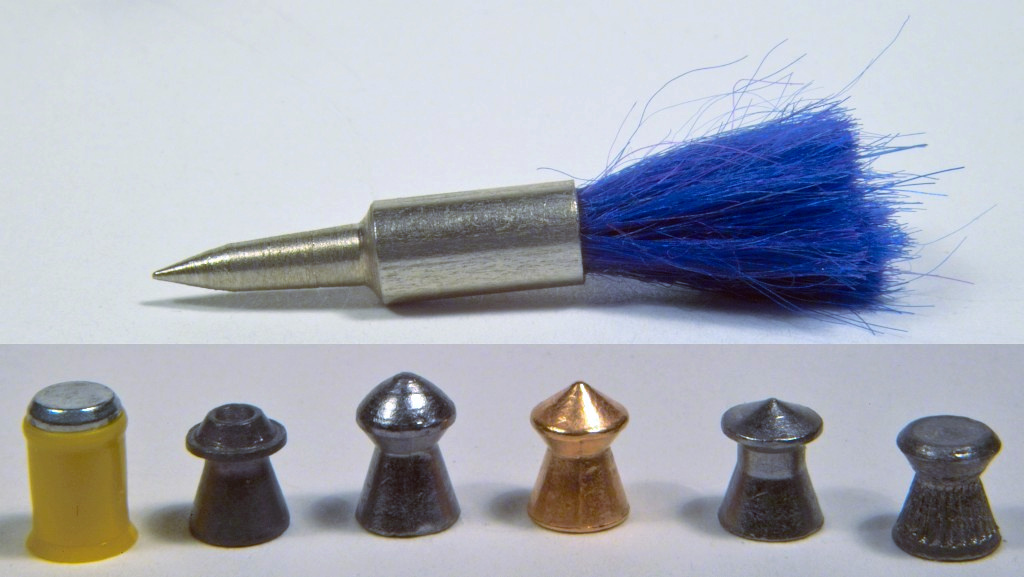
obere Bildhälfte: Haarbolzen (Federbolzen) (4,5 mm) aus Stahl, deformiert nicht, für das Schießen auf spezielle Scheiben
untere Bildhälfte von links nach rechts: Kunststoff mit Zinkkern, Hohlspitze, extra schwer (um 0,69 g), Spitzkopf (verkupfert), Spitzkopf, Flachkopf (geriffelt)(alle 4,5 mm)

Diabolos (altgriechisch διαβάλλω diabállô, deutsch ‚ich werfe hinüber‘) sind Projektile, welche aus Luftgewehren, Luftpistolen mit gezogenem Lauf sowie CO2-Waffen verschossen werden.
Sportschützen nutzen in der Regel Diabolos mit einem Durchmesser von 4,48–4,52 mm (.177 cal). Es gibt aber auch größere Diabolos mit einem Durchmesser von 5 mm (.20 cal), 5,5 mm (.22 cal), 6,35 mm (.25 cal), 7,62 mm (.30 cal), 9 mm (.35 cal) oder 12,7 mm (.50 cal) (die letzten beiden sind sehr selten und haben sich nicht durchgesetzt).
Bei den Formen und Materialien gibt es verschiedenste Ausführungen für die jeweiligen Einsatzgebiete wie Schädlingsbekämpfung (Spitzkopf, Hohlspitz; in Deutschland bei Wirbeltieren ohne Genehmigung verboten und strafbewehrt nach § 13 (1) und § 17 bzw. § 18 TierSchG) oder Sportschießen (Flachkopf, Rundkopf usw.). Spezielle Online-Anbieter listeten 2009 über 250 verschiedene Typen von Luftgewehrgeschossen.
Ein Flachkopf-Diabolo mit 4,5 mm Durchmesser und einer Länge von 5,4 mm wiegt zwischen 0,45 und 0,60 Gramm.

## Formen
Die Präzision ist maßgeblich von der Verarbeitungsqualität abhängig. Die gemachten Angaben zu Präzision spiegeln die vorherrschende Meinung unter den Sportschützen wider.

### Flachkopf

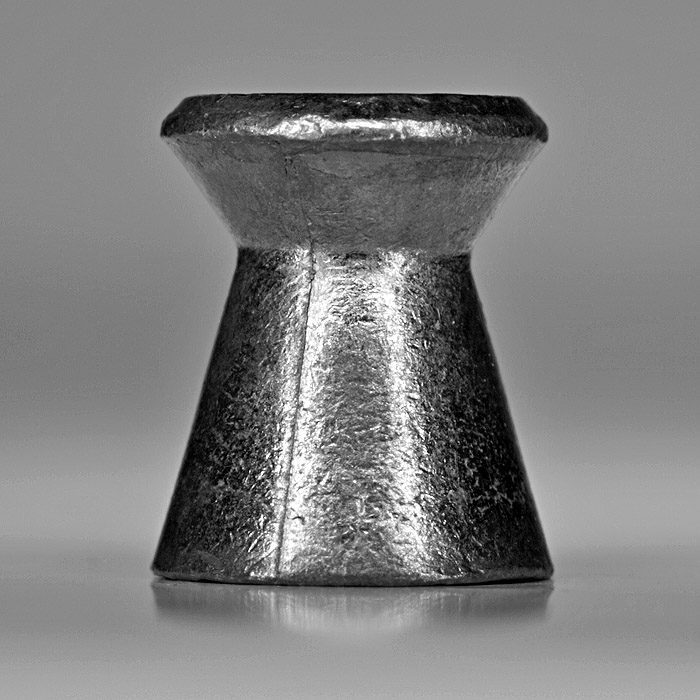
Flachkopfdiabolo

Flachkopf-Diabolos sind die Standardgeschosse für Druckluftwaffen. Sie haben eine sehr hohe Präzision und werden bei Wettkämpfen bevorzugt genutzt, da sie saubere Löcher in die Schießscheiben stanzen.
Sie besitzen jedoch nur eine sehr geringe Eindringtiefe und Durchschlagskraft, was sie für die Jagd oder das Plinken auf zu zerstörende Ziele ungeeignet macht. Darüber hinaus sind sie anfällig gegen Seitenwind, was sie für Verwendungen im Außenbereich auf Distanzen von über 10 Metern wenig attraktiv macht.

### Spitzkopf

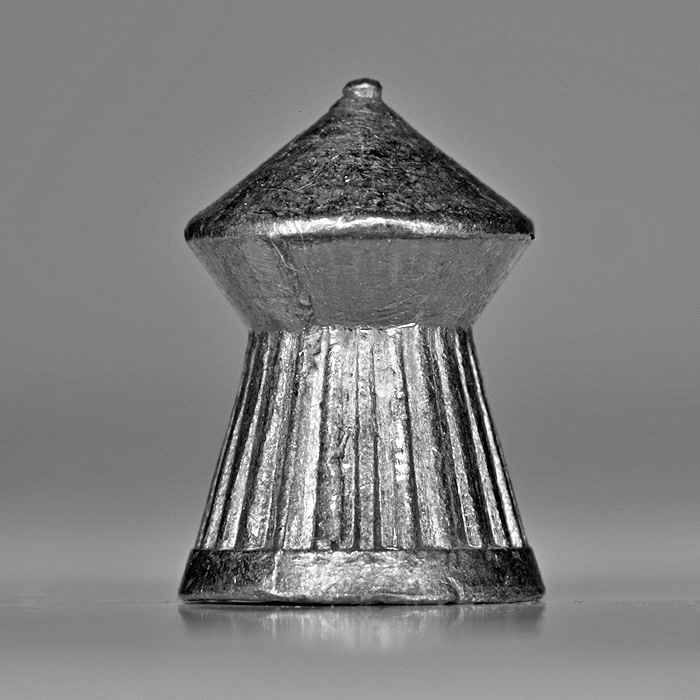
Spitzkopfdiabolo

Spitzkopf-Diabolos sind in der Regel länger und schwerer als die Flachkopf-Diabolos. Ihre Präzision ist bis ca. 25 Meter einigermaßen gut. Sie werden gerne für die Jagd oder zum Plinken benutzt.

### Rundkopf

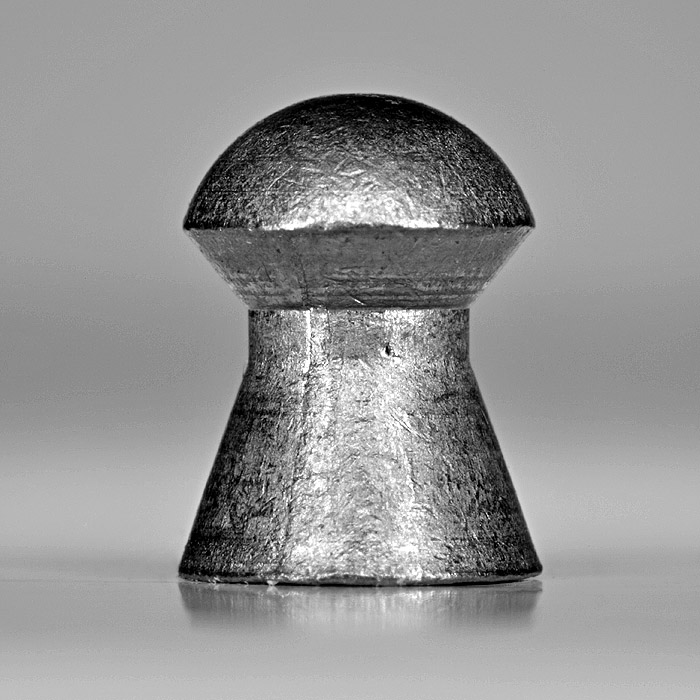
Rundkopfdiabolo

Rundkopf-Diabolos haben einen halbkugelförmigen Kopf, sind sehr präzise und besitzen eine hohe Durchdringungswirkung. Sie werden vornehmlich für das Schießen auf Klappziele (z. B. Field Target) genutzt, da sie durch ihre bessere Aerodynamik höhere Energie auf das Ziel abgeben können.

#### Bulldog (englisch) Linsenkopf

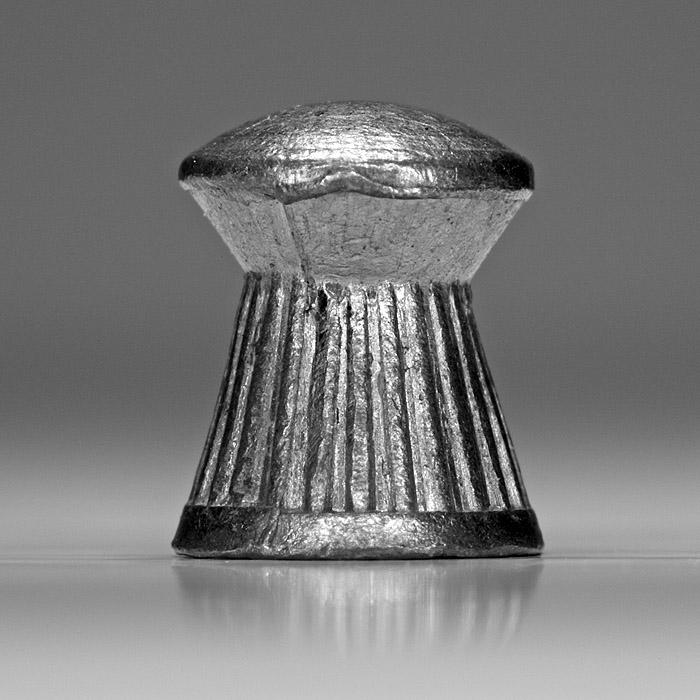
Diabolo Englisch

Bulldog-Diabolos sind eine Mischung aus Flachkopf- und Rundkopf-Diabolo. Der Kopf ist hier abgerundet, bildet jedoch keine ganze Halbkugel, sondern nur einen Abschnitt. Sie sind sehr präzise und werden für das Schießen auf Scheiben und Klappziele genutzt. Diese Form wird auch als englische Form bezeichnet, da diese in Großbritannien die Standardform ist.

#### Mit Rand / Field Target

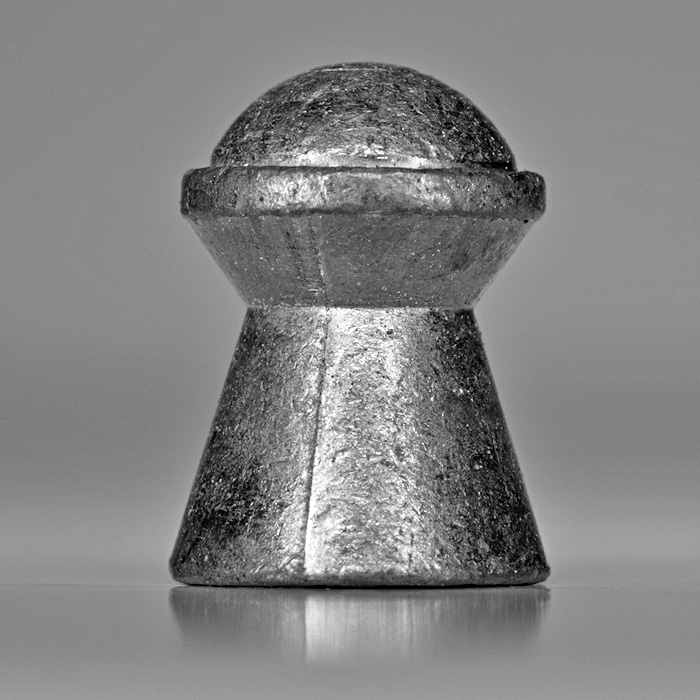
Field Target Diabolo

Diese Diabolos sehen so aus wie Flachkopf-Diabolos mit einer unterkalibrigen Halbkugel auf dem Kopf. Sie werden fast ausschließlich zum Schießen auf Klappziele benutzt.

### Hohlspitze

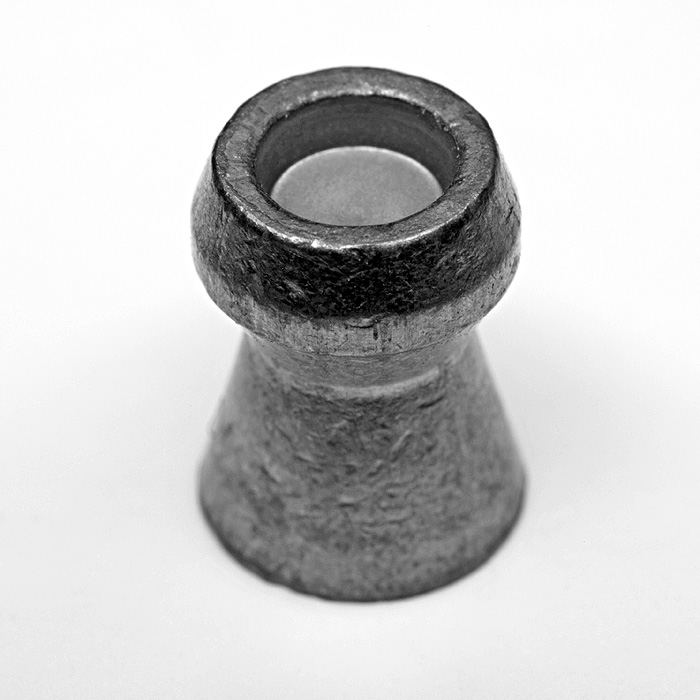
Hohlspitzdiabolo

Hohlspitz-Diabolos werden fast ausschließlich für die Jagd benutzt. Sie sollen wie die Großkaliber-Geschosse aufpilzen und das Tier möglichst schnell töten. Dieser Effekt ist auch auf Luftdruckwaffen übertragbar, allerdings funktioniert die Aufpilzung (Querschnittsvergrößerung über das Ursprungskaliber hinaus) nur dann, wenn das Geschoss ausreichend viel Energie hat, das heißt, schnell genug fliegt. Bei den in Deutschland frei erhältlichen Luftgewehren reicht dies wegen der Beschränkung auf 7,5 Joule Anfangsenergie nicht annähernd aus. Erst bei erwerbsscheinpflichtigen Luftgewehren, die in den meisten Fällen zwischen 15 und 35 Joule und teils auch deutlich mehr erreichen, ist die Aufpilzung deutlich erkennbar.

### Riffelung
Einige Bleidiabolos haben an ihren Kelchen eine Riffelung. Diese entstand früher durch das Herstellungsverfahren: Bleizylinder wurden durch zwei geriffelte Walzen gerollt, um die Taille herzustellen. Heute werden fast alle Diabolos gepresst, so dass die Riffelung technisch nicht mehr erforderlich ist. Sie wird jedoch wegen der traditionellen Optik bei einigen Sorten weiterhin eingeprägt. Die Riffelung hat keinen nachweisbaren Einfluss auf die Ballistik der Geschosse, verursacht aber durch höheren Bleiabrieb eine stärkere Verschmutzung mit Bleipartikeln in den Vorratsbehältnissen und den Waffen.

## Materialien

### Blei

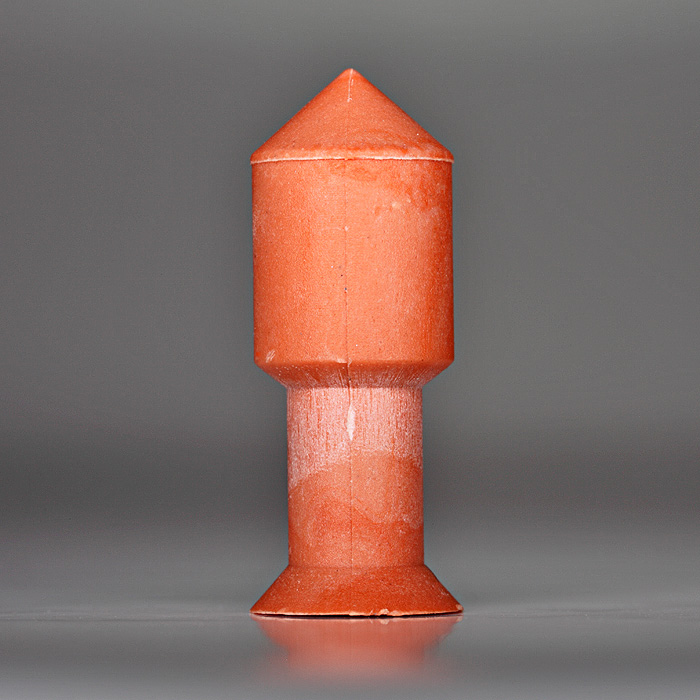
Kunststoffdiabolo mit Bleimischung

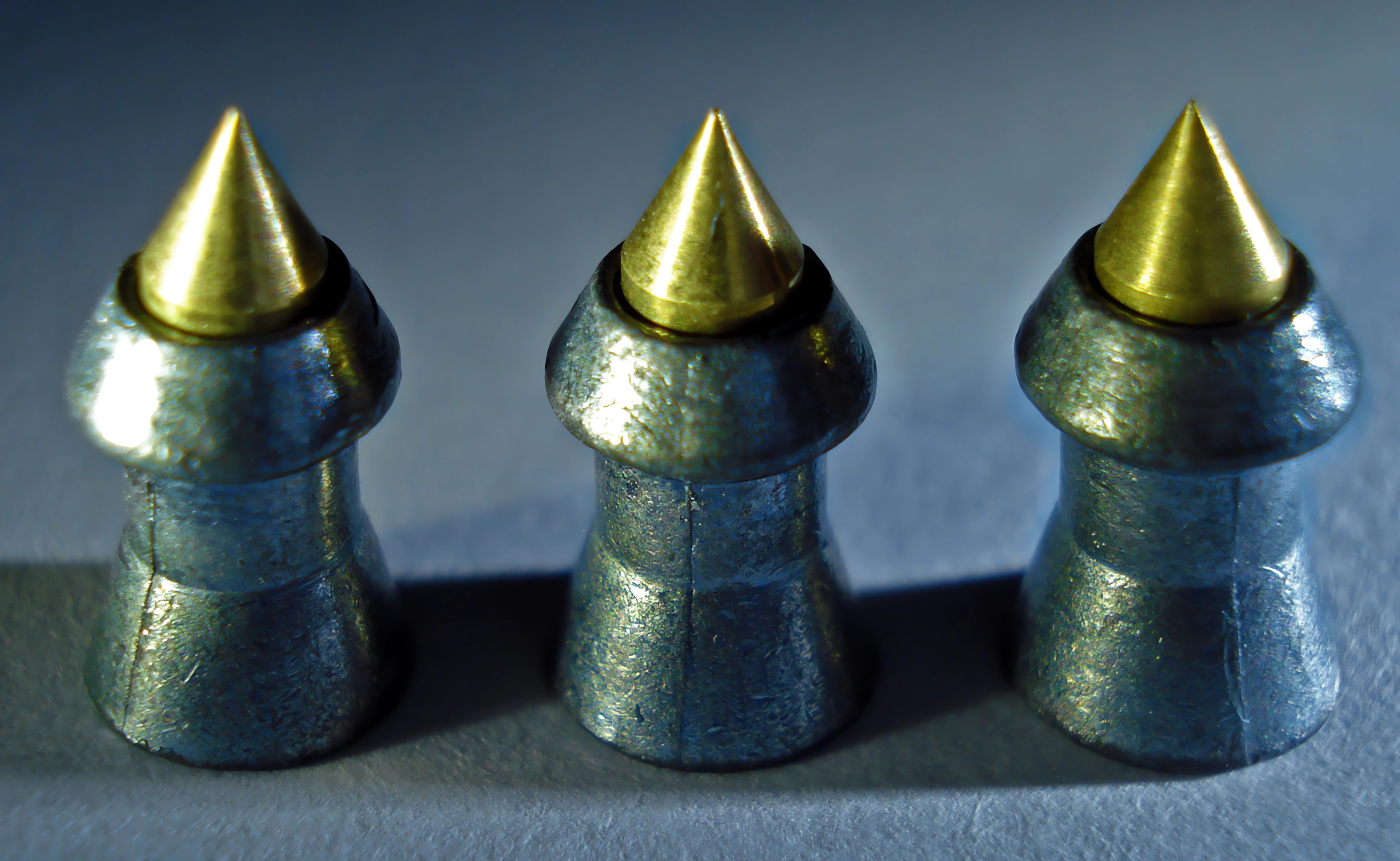
Bleidiabolo mit aufgesetzter Messingspitze für eine höhere Durchschlagskraft

Die meisten der verwendeten Diabolos bestehen aus Weichblei (Blei mit geringem Antimon-Gehalt). Es ist sehr weich, was es leicht verarbeitbar macht, und findet Halt in den Zügen des Laufes. Da sich das Blei stark verformt, verliert es an einem harten Kugelfang den Großteil seiner kinetischen Energie und prallt nicht ab.
Blei ist giftig und umweltgefährlich, so dass beim Schießen mit Bleigeschossen entsprechende Vorsichtsmaßnahmen ergriffen werden sollen.

### Zinn

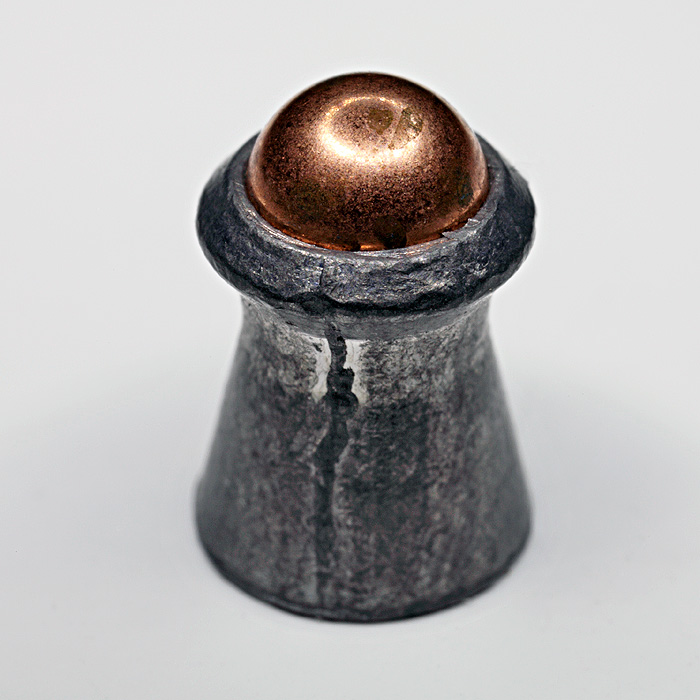
Diabolo mit Metallkern

Zinn findet nur selten Verwendung als ganzes Diabolo, da es deutlich teurer als Blei ist. Zudem sind Zinndiabolos leichter als gleichförmige Bleidiabolos und verlieren damit schneller Energie auf größere Distanzen. Es gibt jedoch einige Hersteller, die auch Diabolos aus Vollzinn, Zink oder dessen Legierungen herstellen, um den Schadstoffanteil, besonders im Boden rund um das Ziel, zu vermindern.

### Kunststoff

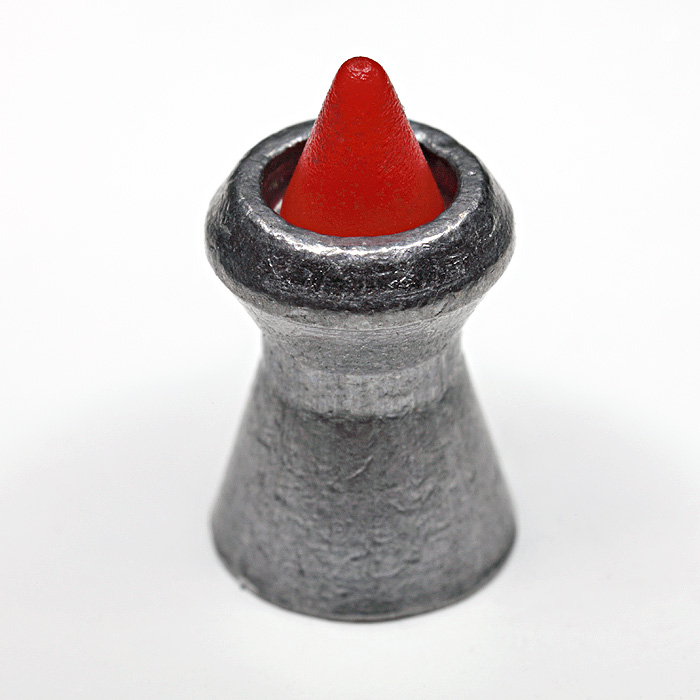
Diabolo mit Kunststoffspitze

Bislang gibt es nur eine Diabolo-Sorte, die vollkommen aus Kunststoff besteht. Da es leichter ist, haben diese Geschosse eine höhere Mündungsgeschwindigkeit. Kunststoff ist aber auch weicher als Blei und drückt sich besser in die Züge. Die dadurch entstehenden Reibungsverluste führen aber zu einer Verminderung der Mündungsenergie.
Der ungarische Hersteller ELKO produziert ein Kunststoffdiabolo (ELKO Pointed Poly Match) mit einer Bleimischung (Gewicht: 0,26 g).

### Kupfer

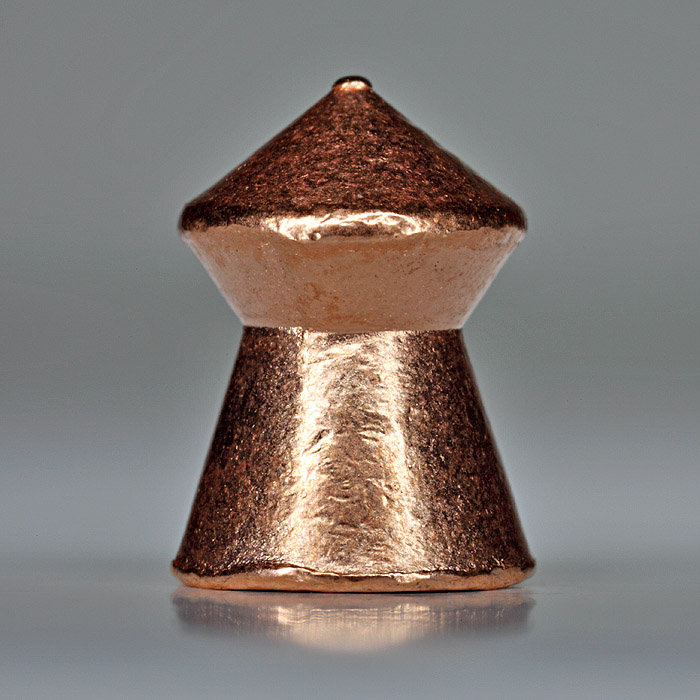
Diabolo verkupfert

Kupfer wird bislang nicht als Material für das gesamte Diabolo genutzt. Es gibt jedoch verkupferte Bleidiabolos, die vom Schützen ohne direkten Kontakt zu einer Bleioberfläche gehandhabt werden können.

### Hartkern-Kunststoffgeschosse

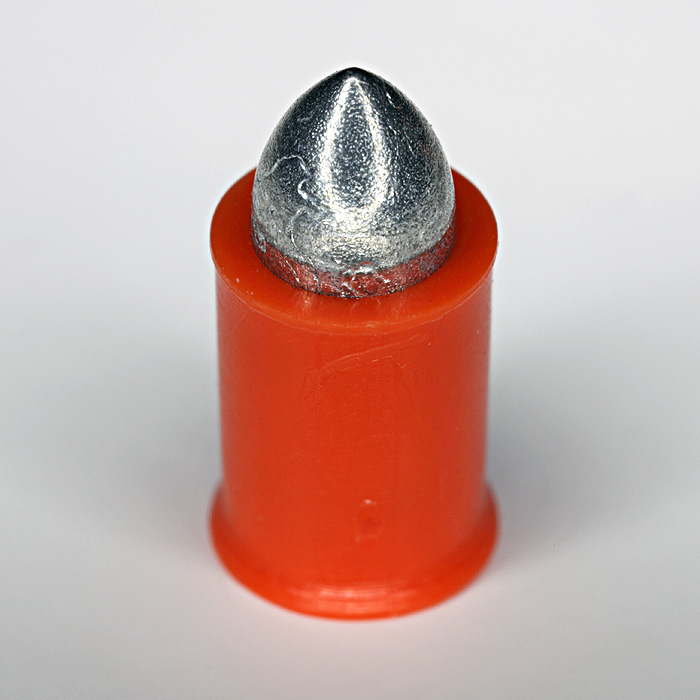
Hartkern-Kunststoff-Diabolo

Diese Geschosse bestehen aus einem weichen Kunststoffmantel, der sich in die Züge einpasst, und einem Kern aus einem harten Metall wie Zinn oder Stahl. Es gibt verschiedene Kopfformen, die sich im Ziel nicht verformen, aber oft den Kunststoffmantel verlieren.
Sie sind sehr leicht und unpräzise, haben aber eine hohe Mündungsgeschwindigkeit. Sie werden fast ausschließlich für die Jagd oder das freizeitliche Schießen auf Dosen benutzt.
Weiter bleiben Kunststoffreste im Lauf zurück, die zwar mit der Zeit herausgeschossen werden können, aber die Präzision beeinträchtigen. Außerdem können die Stahlkerne bei Schüssen auf harte Oberflächen leicht abprallen, was zu schweren Verletzungen führen kann.